# João de Deus Sousa
João de Deus Sousa (José de Freitas, 8 de março de 1956) é um professor e político brasileiro com atuação no estado do Piauí.

## Dados biográficos
Filho de José Saraiva de Sousa e Maria Pureza Cardoso de Araújo. Formado em Licenciatura Plena em Química na Universidade Federal do Piauí, ingressou no serviço público estadual em 1985 e foi eleito presidente da Associação dos Professores do Estado do Piauí em 1988, hoje Sindicato dos Trabalhadores em Educação. Filiado ao PT, foi eleito presidente do diretório estadual por três vezes, e é o atual presidente. Eleito suplente de deputado estadual em 1994 e suplente de vereador em Teresina em 1996, assumiu a presidência da da Central Única dos Trabalhadores no Piauí em 1997. Efetivado vereador após a eleição de Francisca Trindade para deputada estadual em 1998, renovou o mandato no ano 2000 e foi eleito deputado estadual em 2002 e 2006.
Na sequência de sua vida pública foi eleito suplente de deputado estadual em 2010, 2014 e 2018 e durante o segundo governo Wilson Martins foi secretário de Assistência Social e Cidadania por um curto período, além de exercer novos mandatos parlamentares sob a convocação graças à nomeação de parlamentares para o secretariado dos governadores Wilson Martins e Wellington Dias.
Em 1970 um homônimo de João de Deus Sousa foi eleito prefeito de Ipiranga do Piauí pela ARENA.